# Lambert van Duren
Lambert van Duren (* 5. März 1371 in Düren; † 5. August 1418 in Köln) war Bürgermeister von Köln.
Lambert van Duren zog 1385 von Düren nach Köln und erwarb dort das Bürgerrecht. Im Juni 1400 wurde er Bürgermeister von Köln. 
Seine Eltern waren der Hosenverkäufer Johann van Duren und dessen Ehefrau Metza. Lambert war verheiratet mit Metza († 1406), die den gleichen Vornamen wie seine Mutter trug. Er hatte fünf Kinder. 